# Finał Pucharu Polski w piłce nożnej 1965
Finał Pucharu Polski w piłce nożnej 1965 – mecz piłkarski kończący rozgrywki Pucharu Polski 1964/1965 oraz mający na celu wyłonienie triumfatora tych rozgrywek, który został rozegrany 2 czerwca 1965 roku na Stadionie Miejskim w Zielonej Górze, pomiędzy Czarnymi Żagań a Górnikiem Zabrze. Trofeum po raz 1. wywalczył Górnik Zabrze, a ponieważ w sezonie 1964/1965 wywalczył również mistrzostwo Polski, Czarni Żagań uzyskali tym samym prawo gry w Pucharze Zdobywców Pucharów 1965/1966.

## Droga do finału
| Czarni Żagań | Czarni Żagań              | Czarni Żagań | Runda       | Górnik Zabrze                           | Górnik Zabrze                           | Górnik Zabrze                           |
| Data         | Przeciwnik                | Wynik        | Runda       | Data                                    | Przeciwnik                              | Wynik                                   |
| ------------ | ------------------------- | ------------ | ----------- | --------------------------------------- | --------------------------------------- | --------------------------------------- |
| 20.09.1964   | Karolina Jaworzyna Śląska | 6:0          | I runda     | Klub rozpoczął rozgrywki od 1/16 finału | Klub rozpoczął rozgrywki od 1/16 finału | Klub rozpoczął rozgrywki od 1/16 finału |
| 14.10.1964   | Start Łódź                | 1:1 pd.      | II runda    | Klub rozpoczął rozgrywki od 1/16 finału | Klub rozpoczął rozgrywki od 1/16 finału | Klub rozpoczął rozgrywki od 1/16 finału |
| 01.11.1964   | Polonia Bytom             | 2:1          | 1/16 finału | 01.11.1964                              | Lublinianka Lublin                      | 3:1                                     |
| 29.11.1964   | Pogoń Szczecin            | 2:1          | 1/8 finału  | 29.11.1964                              | ROW Rybnik                              | 3:1                                     |
| 14.03.1965   | Wisła Kraków              | 1:1 pd.      | Ćwierćfinał | 14.03.1965                              | Śląsk Wrocław                           | 3:1                                     |
| 31.03.1965   | ŁKS Łódź                  | 1:1 pd.      | Półfinał    | 31.03.1965                              | Legia Warszawa                          | 2:1                                     |

## Tło
W finale rozgrywek zmierzyli się ze sobą III-ligowy Czarni Żagań i Górnik Zabrze. Faworytem meczu był Górnik Zabrze, natomiast Czarni Żagań byli reprezentowani przez żołnierzy w czynnej służbie wojskowej.

## Mecz

### Przebieg meczu
Mecz odbył się 2 czerwca 1965 roku o godz. 18:00 na Stadionie Miejskim w Zielonej Górze. Sędzia głównym spotkania był Edward Budaj. Górnik Zabrze już po pierwszej połowie prowadził 3:0 po klasycznym hat tricku Ernesta Pohla (19' z rzutu karnego, 25', 34'). Wynik na 4:0 ustalił w 62. minucie Jerzy Musiałek.
W 22. minucie Ernest Pol nie wykorzystał rzutu karnego (bramkarz obronił).

### Szczegóły meczu
| 2 czerwca 1965 18:00 | Czarni Żagań | 0:40:3Raport | Górnik Zabrze · 19' (k.), 25', 34' Pohl · 62' Musiałek | Stadion Miejski, Zielona Góra Widzów: 20 000 Sędzia: Edward Budaj (Warszawa) |
|                      |              |              |                                                        |                                                                              |

| Czarni Żagań: |  |                   |     |     |
|               |  |                   |     |     |
| BR            |  | Piotr Pozor       |     |     |
| OB            |  | Piotr Kiszka      |     |     |
| OB            |  | Andrzej Barczyk   |     |     |
| OB            |  | Piotr Migdoł      |     |     |
| OB            |  | Lech Zeuschner    |     |     |
| PO            |  | Zygmunt Klencz    |     |     |
| PO            |  | Zbigniew Lipiec   |     |     |
| NA            |  | Wiesław Rutkowski | 46' |     |
| NA            |  | Bogdan Charbicki  |     |     |
| NA            |  | Edward Kuczko     |     |     |
| NA            |  | Manfred Koprek    |     |     |
| Zmiany:       |  |                   |     |     |
| NA            |  | Tadeusz Kalotka   |     | 46' |
| Trener:       |  |                   |     |     |
| Jan Dixa      |  |                   |     |     |

| Górnik Zabrze: |  |                   |
|                |  |                   |
| BR             |  | Hubert Kostka     |
| OB             |  | Waldemar Słomiany |
| OB             |  | Stanisław Oślizło |
| OB             |  | Stefan Florenski  |
| OB             |  | Edward Olszówka   |
| PO             |  | Jan Kowalski      |
| PO             |  | Zygfryd Szołtysik |
| PO             |  | Erwin Wilczek     |
| NA             |  | Jerzy Musiałek    |
| NA             |  | Ernest Pohl       |
| NA             |  | Roman Lentner     |
| Trener:        |  |                   |
| Ferenc Farsang |  |                   |

| Puchar Polski w piłce nożnej 1964/1965 Zwycięzcy |
| ------------------------------------------------ |
| Górnik Zabrze 1. Tytuł                           |

## Po meczu
Czarni Żagań uzyskali tym samym prawo gry w Pucharze Zdobywców Pucharów 1965/1966, jednak władze PZPN nie zgodziły się na reprezentowanie klubu w europejskich pucharach. Oficjalną przyczyną decyzji była obawa władz PZPN przed sportową kompromitacją, natomiast nieoficjalną przyczyną był zakaz wydany przez I sekretarza KC PZPR, Władysława Gomułkę, który obawiał się, że gdy wojskowi piłkarze amatorzy wyjadą na mecz do Europy Zachodniej, to mogliby nie wrócić do kraju, co byłoby dla komunistycznych władz wizerunkową katastrofą.